# Semipräsidentielles Regierungssystem
Ein semipräsidentielles Regierungssystem (alternative Bezeichnungen präsidial-parlamentarisches Regierungssystem, präsidentiell-parlamentarisches Regierungssystem) bezeichnet ein Regierungssystem, das Elemente des parlamentarischen und des präsidentiellen Regierungssystems vereint. Die Regierung ist dabei sowohl vom Vertrauen des Staatspräsidenten als auch des Parlaments abhängig.
Der Begriff wurde 1980 von Maurice Duverger als Bezeichnung für das Regierungssystem Frankreichs der Fünften Republik eingeführt, später wurde er allgemein zur Bezeichnung für gemischte Regierungssysteme verwendet. Heute werden bisweilen sehr unterschiedliche Verfassungsordnungen zusammenfassend als „semipräsidentiell“ bezeichnet.
Die ersten politischen Systeme, die Merkmale des Semipräsidialismus aufwiesen, entstanden im Lateinamerika des ausgehenden 19. Jahrhunderts. Erstmals wurden solche Systeme 1919 in den Verfassungen der Weimarer Republik und Finnlands festgeschrieben. Über die folgenden Jahrzehnte blieben derartige Regierungssysteme auf wenige Länder und/oder kurze Zeitspannen begrenzt; erst nach dem Fall des Kommunismus erfuhren Semipräsidialsysteme vor allem in Osteuropa und Afrika zunehmende Verbreitung.

## Merkmale
In einem Präsidialsystem wird der Staatspräsident vom Staatsvolk gewählt und darf die Regierung bilden, ohne Rücksicht auf die Zusammensetzung des Parlamentes nehmen zu müssen. Dennoch muss der Präsident mit dem Parlament zusammenarbeiten, weil es über Gesetze entscheidet. Das bekannteste Beispiel sind die USA. In einem parlamentarischen System ist das Parlament nicht nur für Gesetze verantwortlich, sondern wählt auch die Regierung. In einem solchen System hat der Präsident meist nur repräsentative Aufgaben. Als Urtyp gilt das Vereinigte Königreich, auch Deutschland gehört dazu.
Ein semipräsidentielles Regierungssystem ähnelt dem Präsidialsystem mit dem direkt gewählten Präsidenten, der eine bedeutende Aufgabe bei der Regierungsbildung hat. Die Regierung ist allerdings auf das Vertrauen des Parlamentes angewiesen und kann nur mittels dessen regieren. Es gibt also an der Spitze der Exekutive zwei Personen, den Präsidenten und den Regierungschef.
Die Einschätzung eines bestimmten politischen Systems als semipräsidentiell hängt nicht nur von der geschriebenen Verfassung ab, sondern auch von der Verfassungswirklichkeit, den politischen Gepflogenheiten. Beispielsweise schreibt häufig die Verfassung vor, dass der Präsident die Regierungsmitglieder ernennt, die Ernennung aber vom Parlament bestätigt werden muss oder dass das Parlament die Regierung stürzen kann. Der Präsident kann also niemanden in die Regierung berufen, den das Parlament ablehnt. Ein System, das der Verfassung nach semipräsidentiell wirkt, kann in der Realität parlamentarisch sein, da der Präsident niemanden ernennen würde, der nicht das Vertrauen des Parlamentes hat.

## Heterogenität des Konzepts und Lösungsansätze

### Probleme hinsichtlich der Klassifikation
Neben der problemträchtigen Diskrepanz zwischen der Verfassungswirklichkeit und der rein rechtlichen Situation ähnelt in vielen Fällen die Konstellation zwischen Staatsoberhaupt und Regierungschef der des Staatsoberhauptes in parlamentarischen Regierungssystemen. Des Weiteren stellt der Präsident in anderen Fällen eine extreme Vormachtstellung, einen starken Einflussfaktor gegenüber dem Regierungschef dar. Dies gilt gerade dann, wenn keine Cohabitation vorliegt. Im dritten Problemfall ist der Präsident ohnehin deutlich mächtiger gestellt als der Regierungschef.

### Lösungsansätze zur Klassifikation
Zumal nicht nur die Abgrenzung des Semipräsidentialismus von anderen Regierungssystemen sehr komplex ist, sondern auch die unter diesem System zusammengefassten Regierungen sich teils stark unterscheiden, wurde versucht, durch Untergruppen eine konkretere Klassifizierung zu erreichen.
Der Politikwissenschaftler Markus Soldner unterteilte die semipräsidentiellen Systeme nochmals in premier-präsidentielle und präsidentiell-parlamentarische Systeme. Erstere beschreiben ein Regierungssystem, bei welchem die Regierung nach ihrer Ernennung allein vom Vertrauen des Parlaments abhängig ist. Zur Unterscheidung vom parlamentarischen Systems besitzt hier jedoch der Präsident weitreichende Befugnisse (z. B. Dekretrecht, Vetorecht, Recht zur Parlamentsauflösung o. ä.). Fallbeispiele sind Frankreich oder die Ukraine. Beim präsidentiell-parlamentarischen System besitzt der Präsident keine derart schwerwiegenden Sonderrechte, dafür ist jedoch die Regierung oder zumindest der Regierungschef dauerhaft sowohl vom Vertrauen des Parlaments als auch vom Präsidenten abhängig. Beispiele hierfür wären Russland, die Republik China (Taiwan) oder auch die Weimarer Republik.
Nur leicht abweichend definiert Wolfgang Ismayr die subordinären Typen des semipräsidentiellen Systems: Abhängig von den parlamentarischen Mehrheiten kann ein Präsident im semipräsidentiellen System sowohl stärker als auch schwächer als im Präsidialsystem sein. Deshalb hält Ismayr den Begriff für irreführend, aber in der Politikwissenschaft eingebürgert; er will nicht entscheiden, ob es sich um einen eigenen Systemtyp handelt oder um eine präsidiale Variante des parlamentarischen Systems. Stattdessen bevorzugt er die Unterscheidung zwischen parlamentarisch-präsidentiellen und präsidentiell-parlamentarischen Regierungssystemen. Diese Unterscheidung ist mit Hinblick auf die osteuropäischen Systeme seit 1990 entstanden. Im präsidentiell-parlamentarischen System besitzt der Staatspräsident gerade im Hinblick auf die Regierung weitreichende Befugnisse. Typischerweise hat er die Möglichkeit, den Regierungschef oder einzelne Minister, jedenfalls im Ergebnis die gesamte Regierung, gegen den Willen der Parlamentsmehrheit zu entlassen. Beispiele sind Russland und die Ukraine. Im parlamentarisch-präsidentiellen Regierungssystem (z. B. Frankreich) hat der Präsident dagegen – zumindest offiziell – zwar keine Möglichkeit, die Regierung bzw. den Regierungschef zu entlassen – dies kann, wie im parlamentarischen System, nur die Parlamentsmehrheit. Er hat jedoch deutlich weiterreichende Befugnisse als in diesem, beispielsweise häufig ein eigenständiges Verordnungsrecht.

## Beispiele

### Frankreich
Nach wie vor wird das politische System Frankreichs vielfach als klassisches Beispiel eines semipräsidentiellen Regierungssystems angeführt. Der Ministerpräsident wird vom Staatspräsidenten ernannt (und durch ein Rücktrittsgesuch vom Präsidenten formell entlassen) und kann von der Nationalversammlung durch ein Misstrauensvotum gestürzt werden. Die Regierung ist also vom Vertrauen beider abhängig. Der Präsident hat gegenüber der Regierung eine signifikante Machtfülle.
Die Verfassungswirklichkeit hängt stark davon ab, ob der Präsident und die Mehrheit im Parlament dem gleichen politischen Lager angehören. Ist dies so, dann ist der Präsident der eindeutige politische Führer, der den Regierungschef auswählt. Bei der Regierungsbildung beachtet er dennoch auch die Wünsche der ihn unterstützenden Regierungsparteien im Parlament.
1986 jedoch kam es erstmals zum anderen Fall: Präsident François Mitterrand war Sozialist, im Parlament hatten jedoch die Liberalen und Konservativen die Mehrheit. Mitterrand ernannte daher den Konservativen Jacques Chirac zum Ministerpräsidenten. Man spricht von einer Cohabitation, dem schwierigen „Zusammenleben“ der beiden gegensätzlichen politischen Lager. Der Präsident kann vor allem in der Außenpolitik noch eigenständig Akzente setzen. Eine Cohabitation gab es außer 1986–1988 noch 1993 bis 1995 und von 1997 bis 2002.
Gerade anhand des Beispiels Frankreich wird jedoch auch die Eigenständigkeit des semipräsidentiellen Regierungssystems als Systemtyp in Frage gestellt, weil es eben keine kontinuierliche, von parlamentarischen und präsidentiellen Regierungssystemen unterscheidbare Regierungspraxis gebe. Vielmehr wechselten sich in Frankreich Phasen einer präsidentiellen Regierungspraxis bei parteipolitischer Übereinstimmung zwischen Präsident und Parlamentsmehrheit und Phasen einer parlamentarischen Regierungspraxis in Zeiten der Cohabitation ab.

### Weimarer Republik
Im Regierungssystem der Weimarer Republik ernannte der Reichspräsident laut Weimarer Reichsverfassung von 1919 den Reichskanzler und auf dessen Vorschlag hin die Minister (Art. 53). Der Reichstag aber durfte die Reichsregierung oder jedes einzelne Regierungsmitglied stürzen (Art. 54 WRV). Damit imitierte die Verfassung ihren Vorgänger aus dem Kaiserreich, wonach der Kaiser den Reichskanzler ernannte, aber auch das Parlament die Möglichkeit hatte, die Regierung abzusetzen (Oktoberverfassung).
In der Praxis allerdings musste der Reichspräsident sich oft aktiv um die Regierungsbildung bemühen, wobei dann seine politischen Vorlieben eine Rolle spielen konnten. So war Reichspräsident Paul von Hindenburg 1930 gegen eine weitere Regierungsteilnahme der SPD und entließ 1931 den Minister Joseph Wirth, der ihm zu links war.

### Österreich
In Österreich wurde 1929 das Weimarer System mit einem – potentiell – starken Präsidenten großteils übernommen und 1945 erneuert. Der österreichische Bundespräsident hat kaum Einfluss auf die Regierungsbildung, wenn es eine klare Parlamentsmehrheit gibt, denn die österreichische Bundesregierung muss durch Präsident und Parlament doppelt legitimiert sein. Gemäß Bundes-Verfassungsgesetz ernennt der Bundespräsident nach freiem Ermessen einen zum Nationalrat wählbaren Staatsbürger zum Bundeskanzler und auf dessen Vorschlag die übrige Regierung. Die Entlassung des Bundeskanzlers oder der gesamten Regierung erfolgt im freien Ermessen des Bundespräsidenten und ohne Gegenzeichnung oder Vorschlag, die Entlassung einzelner Regierungsmitglieder ist nur durch den Nationalrat oder auf Vorschlag des Bundeskanzlers durch den Bundespräsidenten möglich. Die Auflösung des Nationalrates erfolgt mit einfacher Mehrheit des Nationalrates selbst oder nach freiem Ermessen durch den Bundespräsidenten auf Vorschlag der Bundesregierung. Diese Kompetenz des Bundespräsidenten kam bisher nur einmal 1930 zum Tragen. Da nach 1945 jede Bundesregierung eine Parlamentsmehrheit hinter sich hatte (oder zumindest mehrheitlich geduldet wurde) und ein Vorgehen gegen das Parlament zu einer Staatskrise führen könnte, haben die Bundespräsidenten der II. Republik auf die Ausübung dieser Rechte bisher verzichtet. Ronald Barazon erklärte: „Der österreichische Bundespräsident ist die politische Feuerwehr des Landes. Wenn keine Regierung zustande kommt, wenn das Parlament nicht funktioniert, kurzum, wenn Gefahr im Verzug ist, dann ist es Aufgabe des Bundespräsidenten, das Land zu regieren und wieder geordnete Verhältnisse herzustellen. Um hiefür die entsprechende Legitimation zu haben, wird der Bundespräsident direkt vom Volk gewählt.“ Um sowohl den präsidialen als auch den parlamentarischen Möglichkeiten, welche die Bundesverfassung bietet, gerecht zu werden, wird Österreich teilweise auch als „parlamentarische Semipräsidialrepublik“ bezeichnet. Oftmals wird dieser Umstand jedoch auf einen reinen Parlamentarismus reduziert.

## Belege
1. ↑  Markus Soldner: „Semi-präsidentielle“ Regierungssysteme? Überlegungen zu einem umstrittenen Systemtyp und Bausteine einer typologischen Rekonzeptualisierung. In: Klemens H. Schrenk, Markus Soldner (Hrsg.): Analyse demokratischer Regierungssysteme. VS Verlag für Sozialwissenschaften, Wiesbaden 2010, S. 61–82.
2. ↑  Wolfgang Ismayr: Die politischen Systeme Westeuropas im Vergleich. In: ders. (Hrsg.): Die politischen Systeme Westeuropas. 2., aktualisierte Auflage. Leske+Budrich, Opladen 1999, S. 8–52, hier S. 15.
3. ↑  Die Abschaffung der Feuerwehr. In: Salzburger Nachrichten, 2. Mai 2010
4. ↑  Manfried Welan: Präsidialismus oder Parlamentarismus? Perspektiven für die österreichische Demokratie (PDF; 95 kB)